# HC 07 Detva
Der HC 07 Detva war ein slowakischer Eishockeyclub aus Detva, der 2007 gegründet wurde und zwischen 2017 und 2021  der höchsten Spielklasse der Slowakei, der Tipos extraliga, angehörte. Seine Heimspiele trug der Verein im Zimný štadión Detva aus, das 1600 Zuschauer fasst.

## Geschichte

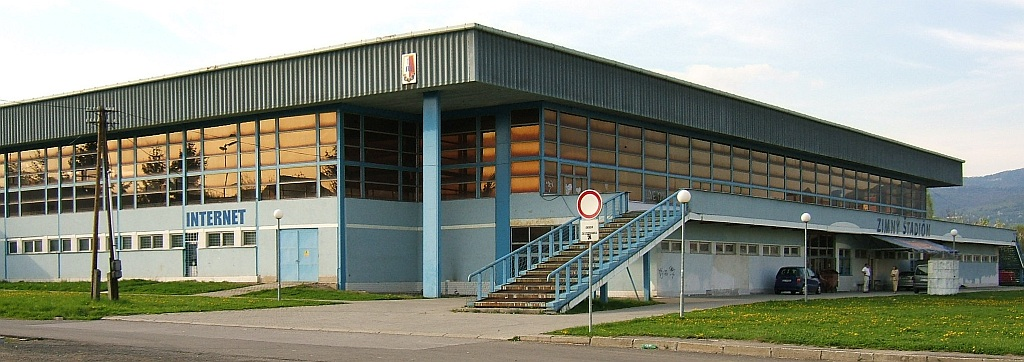
Zimný Stadion Detva

Eishockeysport wird in Detva organisiert seit etwa 1954 gespielt, als in Detva die erste Eisbahn gebaut wurde. 1977 wurde begonnen, die bis dahin offene Eisbahn zu überdachen und 1978 als Zimný štadión Detva in Betrieb genommen. In der Saison 1983/84 gelang es einer Mannschaft aus Detva, in die 2. SNHL aufzusteigen. Zehn Jahre später stieg Detva in die 1. Liga auf, in der das Team zwei Spielzeiten verblieb. 1997 wurde der MHK Detva gegründet, der 2001 in die 1. Liga aufstieg. In der Saison 2004/05 gewann der Klub unter dem Namen HKm Zvolen B die Meisterschaft der 1. Liga. Im Jahr 2007 beschloss der Eigentümer des MHK Detva, die 1.-Liga-Lizenz an den HKm Lučenec zu übertragen. Daher wurde der HC 07 Detva als Nachfolgeverein gegründet und trat zunächst (unter dem Namen HKm Zvolen B) in der 2. Liga an. 2008 schaffte Detva den Aufstieg in die zweitklassige 1. hokejová liga SR.
2015 gewann Detva die Meisterschaft der 1. Liga und scheiterte in der Relegation mit 1:4-Siegen am MsHK Žilina. Zwei Jahre später nahm Detva abermals an der Liga-Relegation mit den beiden Letztplatzierten der Extraliga teil. Dabei sicherten sich die beiden Extraliga-Vertreter ihre Plätze in der höchsten Spielklasse. Aufgrund des Rückzugs des MHC Martin nach der Saison erhielt der HC 07 Detva nachträglich das Aufstiegsrecht, welches er wahrnahm.
Im Sommer 2021 entschloss der Eigentümer des Clubs, Róbert Ľupták, die Extraliga-Lizenz an den HC Prešov zu übertragen, da ihn Prešov eine renovierte Eishalle zur Verfügung stand und ein größeres Zuschaueraufkommen möglich schien. Der Spielbetrieb des HC 07 Detva wurde daraufhin eingestellt und der Trainerstab sowie die Spieler wechselten zum HC Prešov. Mit dem HK Detva wurde ein Nachfolgeclub in der dritten Spielklasse gegründet.

## Erfolge
- 2015 Meister der 1. hokejová liga SR
- 2017 Meister der 1. hokejová liga SR, Aufstieg in die Extraliga

## Saisonstatistik
| Saison  | Liga                | Hauptrunde | Endrunde                                                                  |
| ------- | ------------------- | ---------- | ------------------------------------------------------------------------- |
| 2008/09 | 1. hokejová liga SR | 7. Platz   | 10. Platz                                                                 |
| 2009/10 | 1. hokejová liga SR | 12. Platz  | 12. Platz                                                                 |
| 2010/11 | 1. hokejová liga SR | 5. Platz   | 4. Platz                                                                  |
| 2011/12 | 1. hokejová liga SR | 4. Platz   | 7. Platz                                                                  |
| 2012/13 | 1. hokejová liga SR | 8. Platz   | 4. Platz                                                                  |
| 2013/14 | 1. hokejová liga SR | 4. Platz   | 6. Platz                                                                  |
| 2014/15 | 1. hokejová liga SR | 2. Platz   | Meister, 1:4 in der Relegation gegen MsHK Žilina                          |
| 2015/16 | 1. hokejová liga SR | 4. Platz   | 4. Platz                                                                  |
| 2016/17 | 1. hokejová liga SR | 2. Platz   | Meister, 3. Platz in der Relegation, Aufstieg nach Rückzug des MHC Martin |
| 2017/18 | Tipsport liga       | 10. Platz  | 2. Platz in der Relegation                                                |
| 2018/19 | Tipsport liga       | 10. Platz  | Viertelfinale (1:4 gegen HC 05 Banská Bystrica)                           |
| 2019/20 | Tipsport liga       | 12. Platz  | Saison abgebrochen                                                        |
| 2020/21 | Tipsport liga       | 6. Platz   | Viertelfinale (0:4 gegen HK Poprad)                                       |

## Bekannte ehemalige Spieler
- Dušan Pohorelec
- Karol Križan
- Ján Laco
- Igor Majeský
- Marek Priechodský
- Dominik Kanaet
- Radovan Puliš
- Ján Sýkora